# Andronikos III. (Byzanz)

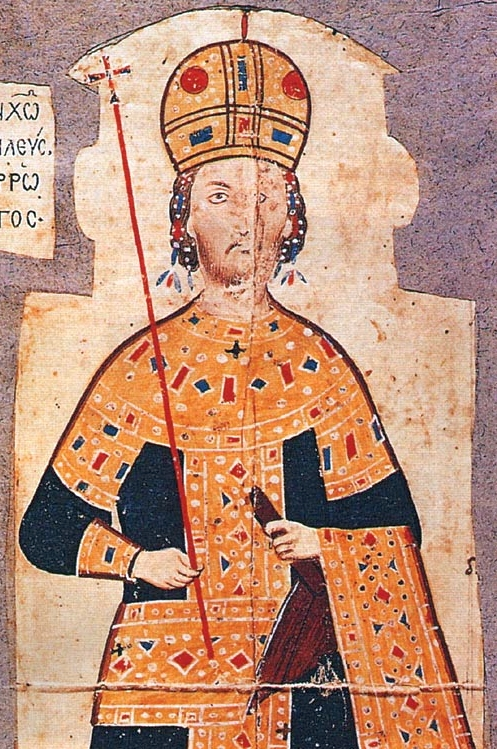
Andronikos III. (Miniatur aus dem 14. Jahrhundert in der Württembergischen Landesbibliothek)

Andronikos III. Palaiologos (mittelgriechisch Ἀνδρόνικος Γʹ ὁ Νέος Παλαιολόγος, * 25. März 1297 in Konstantinopel; † 15. Juni 1341 ebenda) war von 1328 bis zu seinem Tod byzantinischer Kaiser. Er war der Sohn des Michael Palaiologos und der kleinarmenischen Prinzessin Rita (Maria), einer Tochter von Leon III. Andronikos war Enkel und Nachfolger des Kaisers Andronikos II.

## Leben und Herrschaft
In seiner Jugend galt der sportlich begabte Andronikos als gewalttätig. Nach dem von ihm mitverschuldeten Tod seines Bruders im Jahr 1320, dem der Tod seines tief bekümmerten Vaters, Mitkaiser Michael IX. folgte, schloss ihn sein Großvater von der Thronfolge aus. Andronikos rebellierte. Dabei nutzte er Didymoticho als sichere Basis gegen Konstantinopel. Nach einem Bürgerkrieg wurde er 1325 zum Mitregenten seines Großvaters gekrönt. Der Streit brach jedoch erneut aus und trotz der Hilfe des bulgarischen Zaren Michail III. Schischman wurde der ältere Andronikos 1328 zur Abdankung gezwungen.
Während seiner Regierungszeit konnte Andronikos III. den Verfall des Byzantinischen Reiches vorübergehend bremsen. Er versuchte, die militärische Initiative in Europa und Kleinasien wieder an sich zu ziehen und war ständig in Kriege verwickelt. Die Bemühungen des Kaisers waren dabei von wechselhaftem Erfolg. Im Osten konnten die Osmanen ihr Gebiet erweitern und das byzantinische Kleinasien bis auf wenige Enklaven erobern. Im Westen verlor Andronikos III. 1332 mit der Schlacht von Rusokastro gegen den bulgarischen Zar Iwan Alexander die letzte große Schlacht der Byzantinisch-Bulgarischen Kriege. Er annektierte jedoch bis 1337 weite Teile der lateinisch dominierten Gebiete Thessalien und Epirus, womit den Byzantinern letztmals eine kraftvolle militärische Offensive gelang. Die neuen Eroberungen gingen 1348, sieben Jahre nach Andronikos' Tod, an die Serben unter Stefan Dušan wieder verloren. Auch die von seinem Großvater weitgehend demontierte Flotte organisierte Andronikos neu. 1329 eroberte er die Inseln Chios und Samos, 1336 Lesbos von Genua zurück.
Andronikos' oberster Minister war Johannes Kantakuzenos, der spätere Kaiser Johannes VI. Während Kaiser Andronikos sich hauptsächlich darum bemühte, die Feinde des Byzantinischen Reiches militärisch zu bekämpfen, ordnete Johannes Kantakuzenos erfolgreich die Verwaltung. Im Streit um den Hesychasmus unterstützte Andronikos dessen Führer Gregorios Palamas gegen die Angriffe Barlaams von Kalabrien, der schließlich 1341 auf einer Synode, der Andronikos vorsaß, verurteilt wurde. Beim Versuch, den Staatshaushalt zu sanieren, scheiterte Andronikos jedoch ebenso wie beim Versuch, durch die Einrichtung eines obersten Gerichtshofes Korruption und Ämterkauf einzudämmen.
Andronikos war in erster Ehe mit Adelheid-Irene von Braunschweig-Grubenhagen (1293–1324) verheiratet. Nach ihrem Tod schloss er eine zweite Ehe mit Anna von Savoyen, die nach Andronikos’ Tod  für seinen damals erst acht Jahre alten Thronerben Johannes V. regierte. Andronikos’ Tochter Asporça Hatun war neben Nilüfer (Nenuphar) und Teodora eine Ehefrau des osmanischen Sultans Orhan Gazi.

## Tod und Nachfolge
Andronikos starb 1341 überraschend im Alter von 44 Jahren und hinterließ seinen achtjährigen Sohn Johannes V. als Nachfolger. Mit dem Tod des tatkräftigen Kaisers begann endgültig der unaufhaltsame Nieder- und Untergang des Byzantinischen Reiches. Johannes war zu jung, um selbst regieren zu können und daher von seinen Regenten und Verwaltern abhängig, die schon bald begannen, sich gegenseitig zu befehden. Die Folge waren mehrere Bürgerkriege, in denen die verbliebenen Ressourcen des Reiches aufgezehrt wurden, sodass jede Widerstandskraft gegen seine äußeren Feinde verloren ging.